# Ludgera Haberstroh
 (juillet 2025).
Ludgera Haberstroh ou Maria Ludgera Haberstroh est une religieuse franciscaine, mosaïste et vitrailliste allemande du XXe siècle. Elle est religieuse au couvent de Reute.

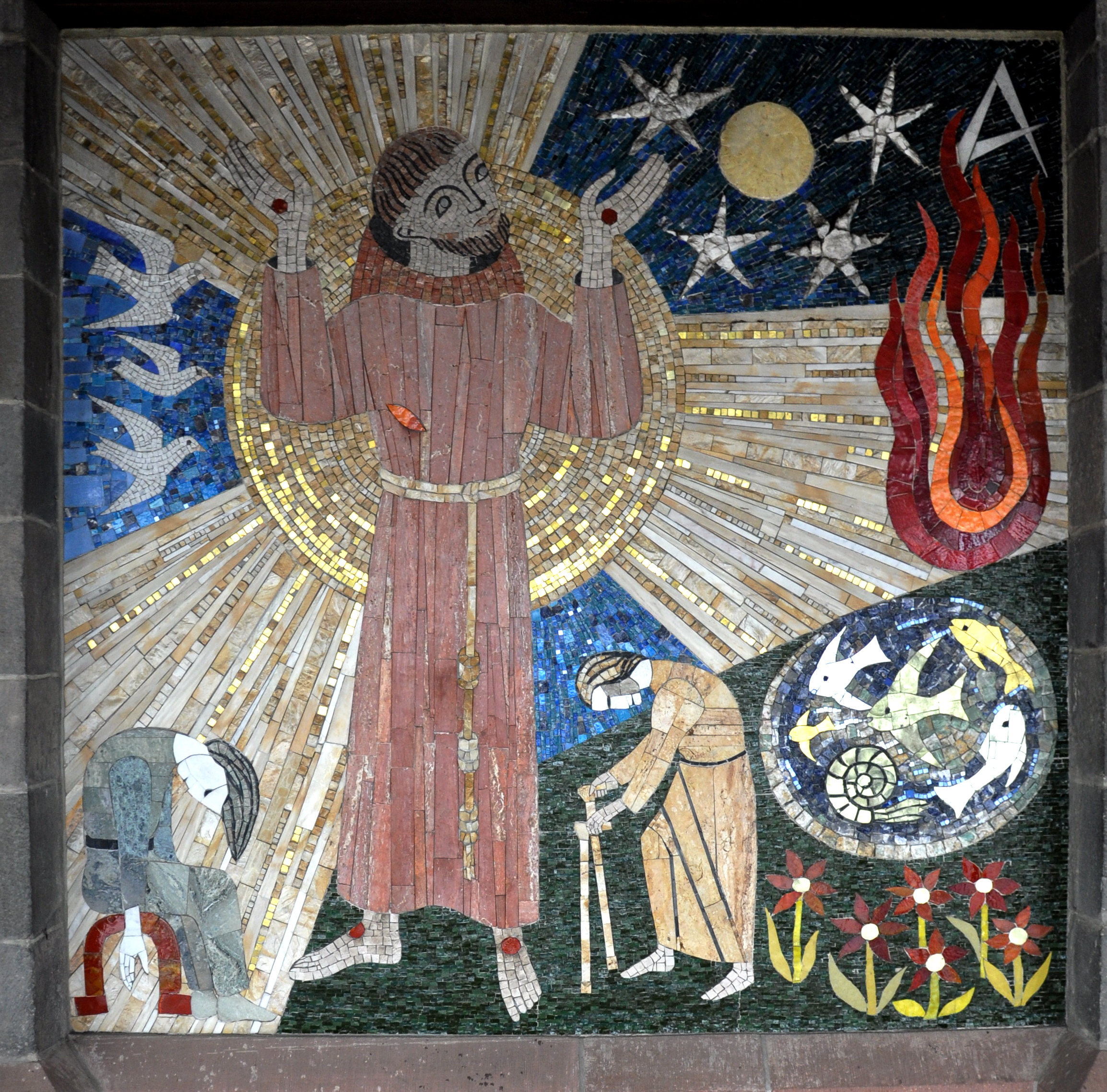
Mosaïque à l'église Notre-Dame de Francfort illustrant le Cantique des créatures de saint François d'Assise.

## Œuvres

chapelle de la peste de Stiefenhofen
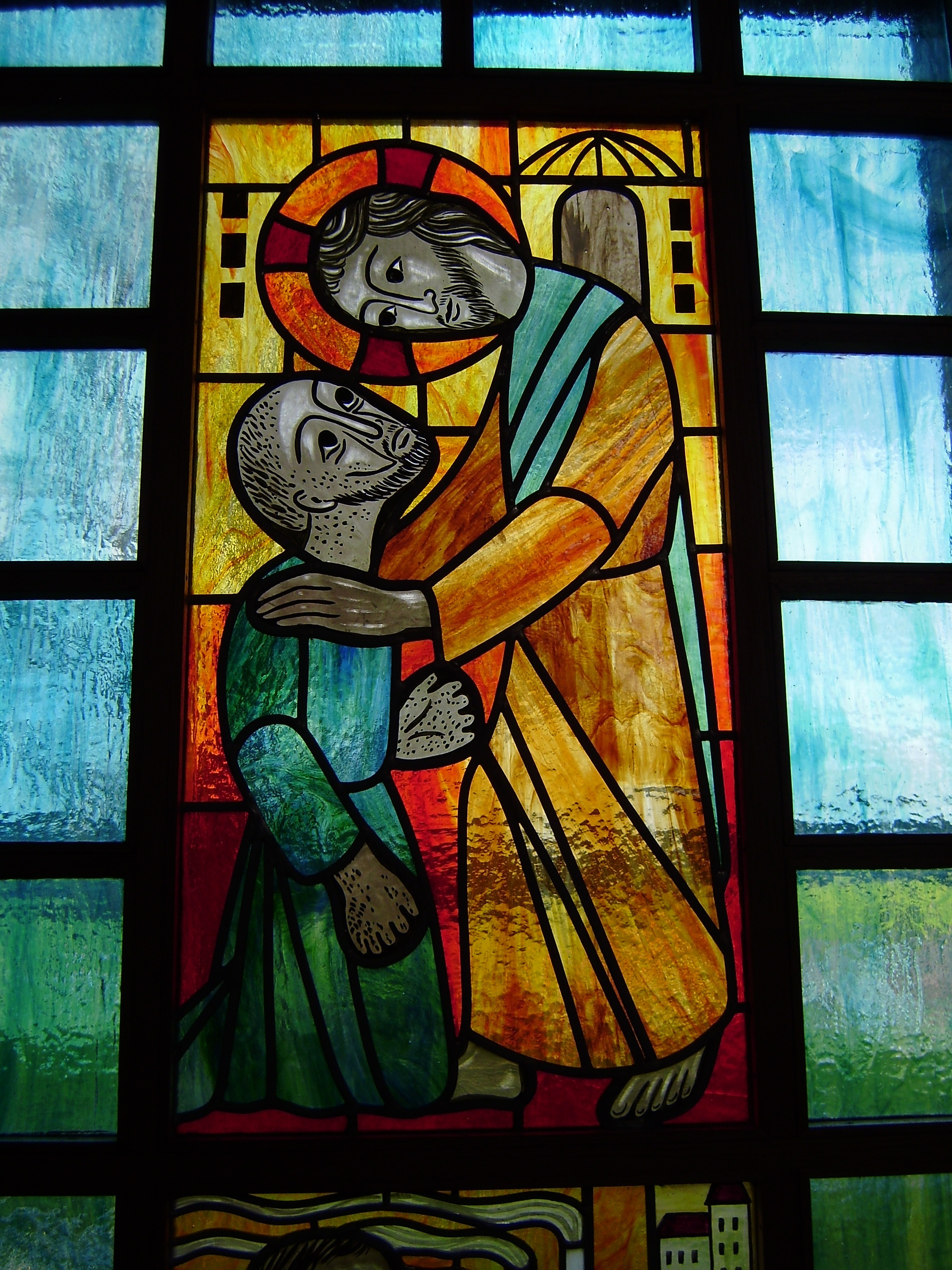
Guérison du lépreux
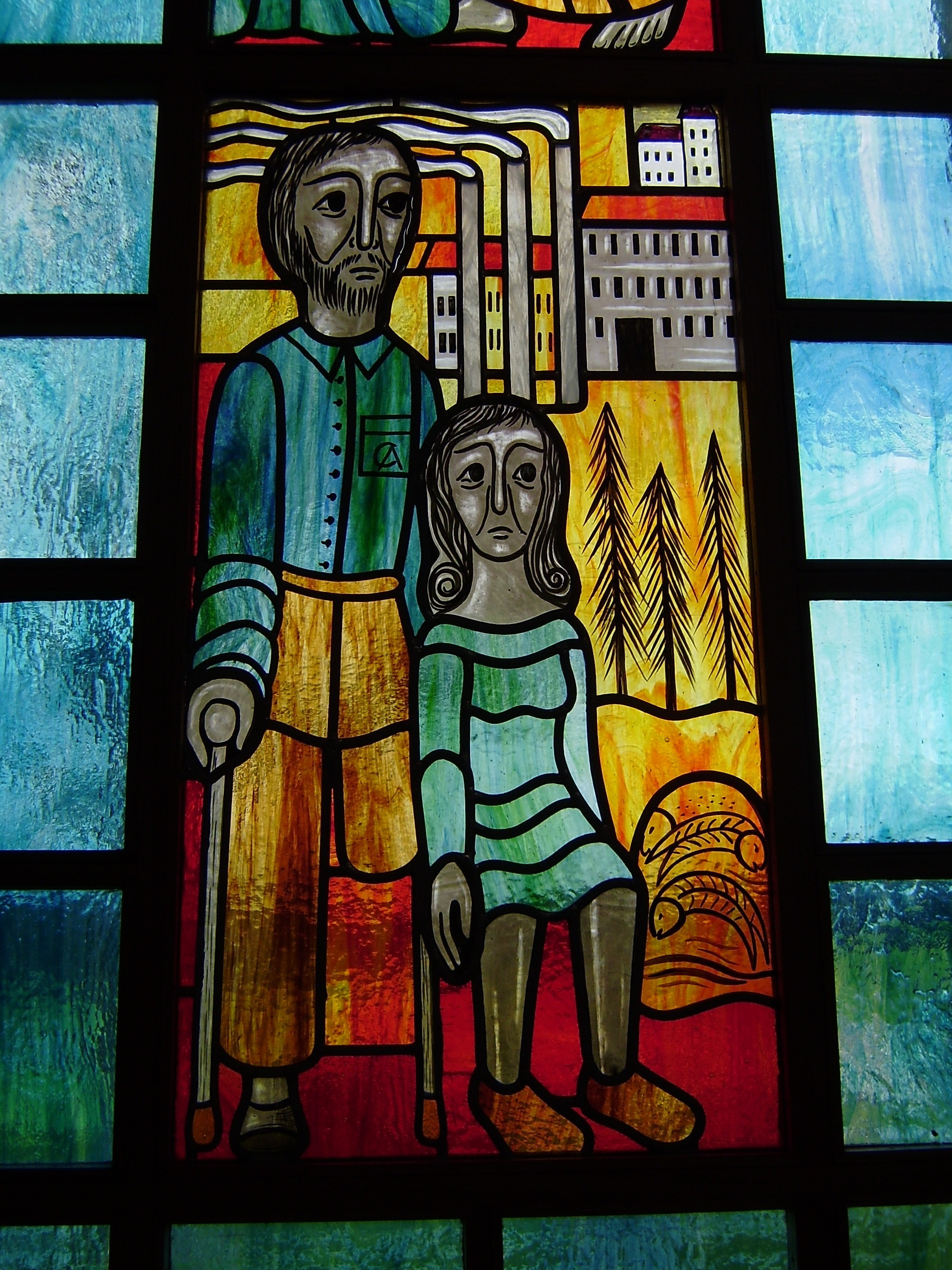
Progrès et maladie
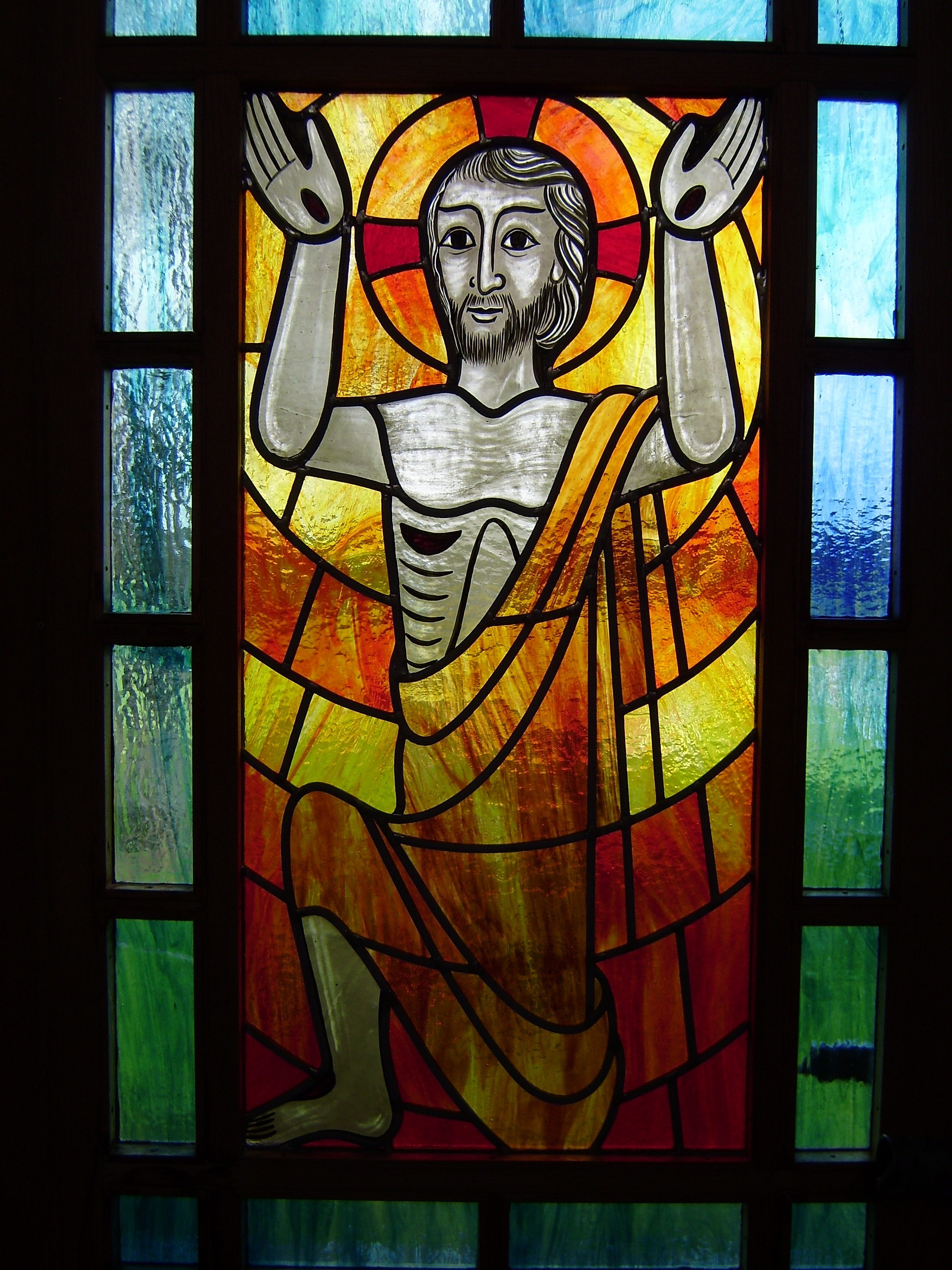
Le ressuscité et un avenir meilleur
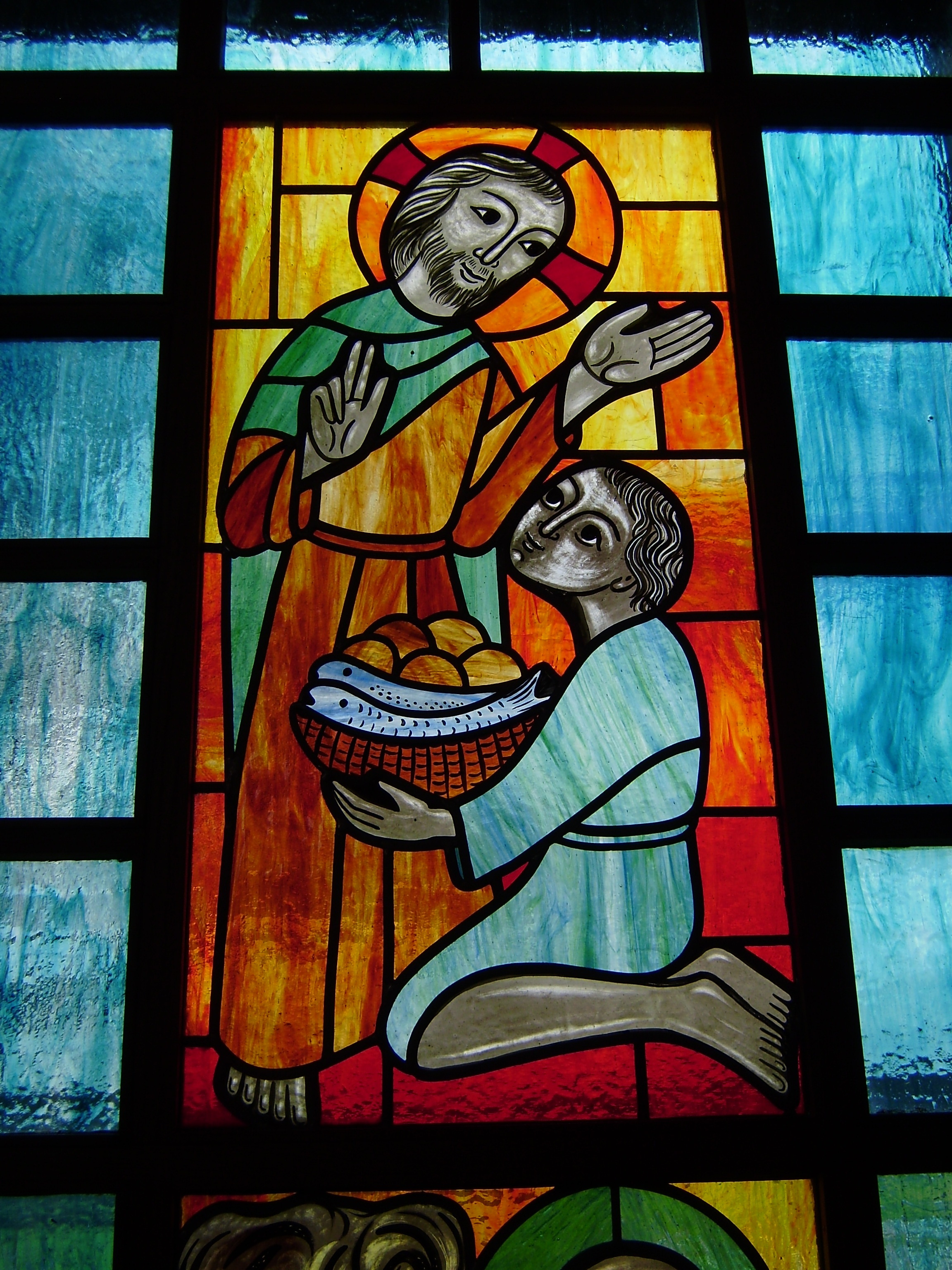
Faim et multiplication des pains
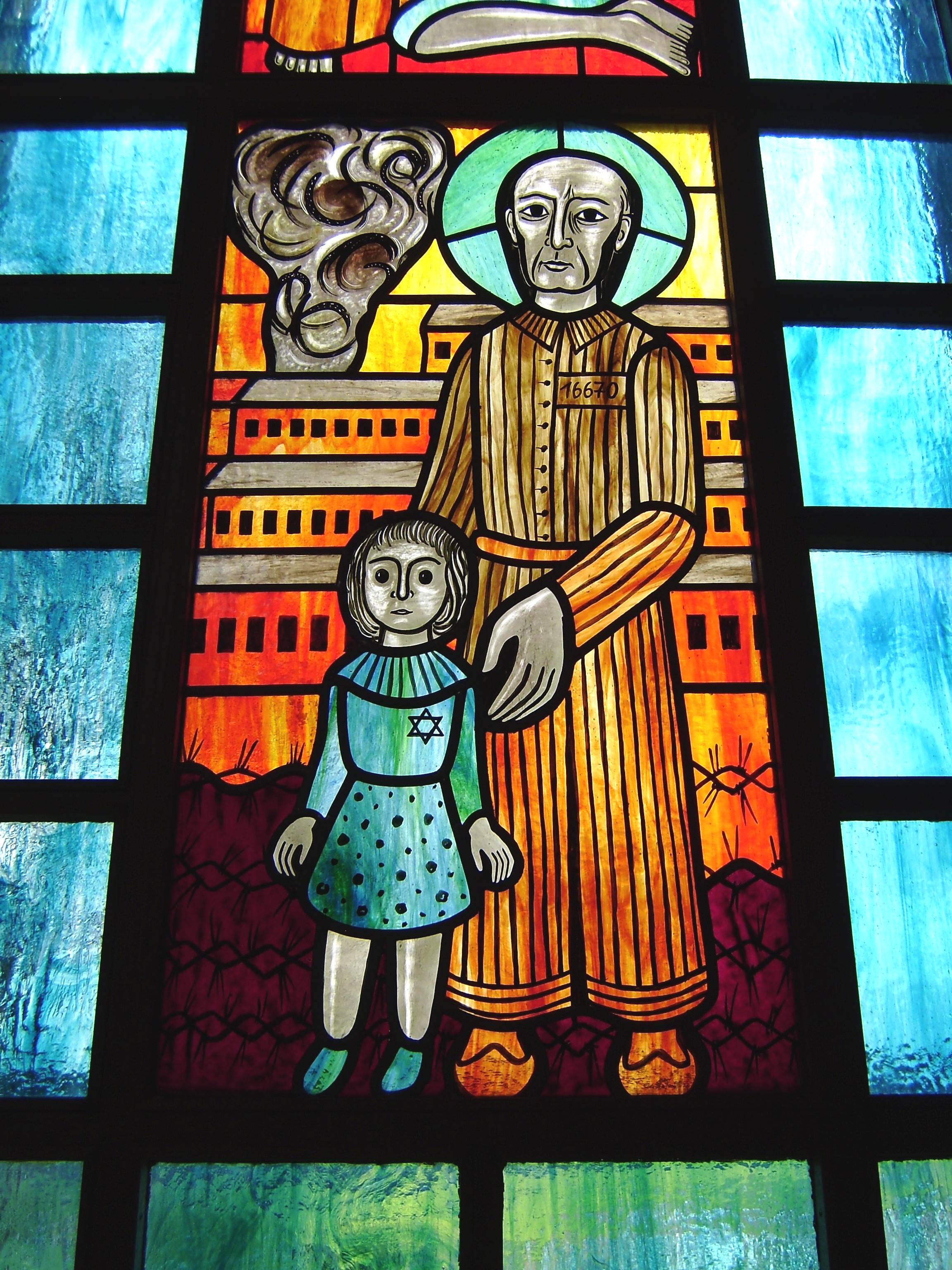
Violence et mort : Gabriele Schwarz-Eckart (de) et Maximilien Kolbe, tous deux morts à Auschwitz